# Якинику

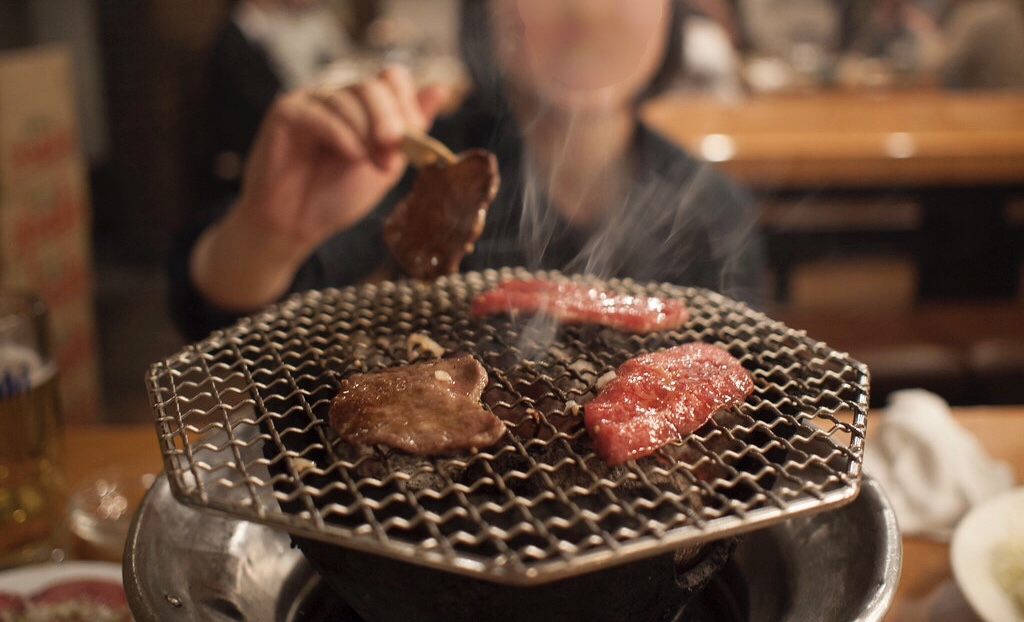
Якинику

Якинику (焼き肉 или 焼肉) — термин японской кухни, означающий жареные на гриле блюда, дословно переводится как «жареное мясо». Изначально название «якинику» относилось к мясу, приготовленному в стиле барбекю. Термин был популяризирован японским писателем Канагаки Робуном в его сочинении Сэйё Рёрицу («западная кулинарная книга»), изданном в Эпоху Мэйдзи в 1872 году. Позже в раннем периоде эпохи Сёва термин стал ассоциироваться с корейскими блюдами. Из-за корейской войны, корейские рестораны в Японии разделились на северокорейские («Кита Тёсэн») и южнокорейские («Канкоку»), а название «ресторан якинику» стало использоваться как политически корректный термин для этих ресторанов вне зависимости от их происхождения.
Сейчас якинику обычно означает японские блюда из мелконарезанного мяса (часто говядины или субпродуктов) и овощей, приготовленных при помощи решёток-грилей или гридлей на огне с использованием брикетов угля сумиби, а также на газовом или электрическом гриле. Во многих странах якинику считается японским барбекю. Происхождение современного якинику является предметом для дебатов, но считается, что на него оказали влияние аналогичные блюда корейской кухни. В 2002 году эта точка зрения оспаривалась в эфире телеканала NHK во время программы NHK Нинген Кодза, где заявлялось что «Хотя некоторые думают, что якинику пришло из Кореи, на самом деле оно было придумано в послевоенной Японии». Тем не менее, якинику считается схожим с корейской кухней вместе с некоторыми другими блюдами, такими как пулькоги, которое было изменено, чтобы лучше соответствовать вкусовым предпочтениям японцев.
Современные заведения, подающие якинику произошли от корейских ресторанов, открывшихся в Осаке и Токио примерно в 1945 году. В ресторанах посетители заказывают подготовленные сырые ингредиенты (по отдельности или наборами), которые им приносят к столу. После этого, посетители сами готовят ингредиенты при помощи гриля, встроенного в стол. Перед тем как съесть приготовленную еду, её макают в один из соусов, называемых «тарэ». Тарэ обычно состоит из смеси соевого соуса и саке, мирина, сахара, чеснока, фруктового сока и кунжута. Иногда в качестве приправы используется смесь чеснока с луком-шалотом или соус из мисо. Кроме того, к основному блюду подаются корейские закуски, такие как кимчхи, намуль и пибимпап.

## История
В 1871 году во время Реставрации Мэйдзи, после многолетнего запрета на употребление говядины, ограничения были сняты как часть попыток познакомить страну с западной культурой. Император Мэйдзи сам участвовал в кампании по поощрению употребления говядины, публично съев мясные блюда 24 января 1873 года.

### Этимология
После издания книги «Сэйё Рёри Синан», для таких западных блюд как стейк и запечённое мясо стали использоваться термины «якинику» (яп. 焼肉) и «иринику» (яп. 焙肉), хотя последнее слово со временем было вытеснено заимствованным словом «сутэки». Один из типов якинику, представляющий собой баранину, приготовленную на гриле, был назван «Дзингисукан», что на японском означает «Чингисхан». Блюдо изначально было популярно у рабочих на Хоккайдо, после чего стало известно по всей стране. Считается, что название было придумано уроженцем Саппоро, Токудзо Комаем, который был вдохновлён блюдами из баранины на гриле, распространёнными в северо-восточной китайской кухне. Первое упоминание блюда под этим названием относится к 1931 году.

### Происхождение
Наиболее распространённый стиль якинику, испытавший сильное влияние таких корейских блюд как пулькоги и кальби, стал популярным в Японии в XX веке после Второй мировой войны. Рестораны, подававшие блюда называли их хорумон-яки (яп. ホルモン焼き потроха на гриле) или просто Тёсэнской (яп. 朝鮮料理) (корейской) кухней. В середине 1960-х годов, из-за разделения Корейского полуострова на два государства между корейскими бизнесменами возникли разногласия по поводу того, что называть корейской едой, из-за чего поддерживающие Южную Корею начали называть свою кухню «Канкоку рёри» (яп. 韓国料理 от японского названия Республики Корея) вместо старого названия единой Кореи, «Тёсэн» (Чосон), которое стало использоваться северянами.
После того как компания Shinpo выпустила вентилируемые системы для готовки барбекю, они быстро распространились по всей Японии и увеличили количество посетителей, поскольку позволяли есть якинику без дыма в помещениях. Также популярность якинику возросла после введения послаблений на импорт говядины в 1991 году, в результате чего цены на неё упали.

## Типичные ингредиенты
Типичными ингредиентами якинику являются:
- Говядина
  - Росу — куски корейки и шейно-лопаточной части.
  - Каруби или баранику (с кор. — «갈비») — короткие рёбра. В Японии обычно подаются без костей, за исключением хонэ-цуки-каруби.
  - Гютан — говяжий язык. Часто подается с молотым луком-батуном, солью и лимонным соком.
  - Мисудзи — нежное мясо вокруг лопаток.
- Свинина
  - Бутабара — грудинка.
  - По-торо или тонторо (с англ. — «pork toro») — жирное мясо вокруг щёк и шеи.
- Хорумон или моцу — потроха. Хорумон на кансайском диалекте означает «отброшенные части»[6]
  - Харами или сагари — нежное мясо вокруг диафрагмы.
  - Рэба (с нем. — «leber») — говяжья печень.
  - Тэтян (с кор. — «대창») — кишки. Иногда просто называется хорумон.
  - Хацу (с англ. — «heart») — сердце.
  - Кобукуро — матка свиньи.
  - Тэру (с англ. — «tail») — куски коровьего хвоста, нарезанные крест-накрест вместе с костью.
  - Мино или хатиносу — коровий рубец.
  - Гацу (с англ. — «gut») — свиной желудок.
- Курица
- Морепродукты: кальмары, ракообразные, креветки
- Овощи: сладкий перец, морковь, шиитаке и другие грибы, лук, капуста, баклажан, ростки бобов (мояси)[англ.], чеснок, японская тыква[англ.].